# Шведские источники о России (1624)
Шведские источники о России — сборник донесений обнаруженных в XX веке в государственном архиве Швеции о русском царском дворе.
Обстоятельства, выходящие за научные рамки, привели к тому, что значительная часть нынешней историографии базируется на весьма односторонней источниковой базе — материал или почти исключительно иностранный, или аналогично — русский, что приводит к расхождениям в оценке событий того периода.
Происхождение голландского донесения в шведском архиве можно установить с большой долей вероятности. В Россию приехало (1624) голландское посольство во главе с известным купцом и дипломатом Исааком Масса, автором книги о Смутном времени, в то время авторитетным экспертом по России в Нидерландах, а может быть и в Европе.
В обратный путь посольство отправилось из Москвы в самом конце года и по пути назад к Нидерландам, остановилось на время в Стокгольме (1-я пол. 1625). На документе стоит штемпель со словами «Tido samlind». Тиде — наследственный замок семейства Оксеншернов под шведской столицей, в котором хранился семейный архив до его передачи в государственный архив. Граф Аксель Оксеншерна (1583—1654) государственный канцлер (с 1612), вместе с королём Густавом Адольфом руководил внешней политикой Швеции, и надо полагать, что именно он сохранил у себя голландскую записку о русском дворе.
В государственном архиве Швеции сохранился оригинал этого документа, написанного по-голландски, языком XVII века, без тёмных и непонятных мест. Полный перевод донесения с голландского оригинала даёт новую картину русского двора (1620-х), всевластии патриарха Филарета, царский двор разделённый на две группировки, одну из которых возглавлял Филарет, другую — инокиня Марфа, мать царя. Показана борьба из-за женитьбы молодого царя, которая закончилась победой царицы-матери, женившей сына на Марье Долгоруковой, а не на бранденбургской или другой иностранной принцессе. Автор даёт список бояр и других лиц, близких или к царю или к патриарху. Называет опальных лиц и причины их опалы. Отмечает лиц лавировавших между двумя лагерями и нейтральную позицию Думы, состоящую из 33 бояр и окольничих. В донесении названы в числе «знатных» 23 боярина по чину и ещё четыре человека, которые не получили боярства, но обладали весом и влиянием в политике.
Это — почти полный и правильный список бояр с заметками о родах и семействах. Даётся обзор правительства, особенно людей и приказов, интересующих голландских купцов.
В генеалогическом аспекте, приводится множество влиятельных лиц, их происхождение и семейные взаимоотношения, указываются должности, даются небольшие характеристики.

## Критика
Первый перевод донесения был сделан переводчиком В. Ф. Ржига и представлял большие сложности. Немецкий язык документа, находившийся в его распоряжении, тёмен и частично непонятен и переводчик пришёл к заключению, что он был написан на немецком языке шведом, плохо владевшим этим языком. Сделанный перевод даёт в нескольким местах повод к иному толкованию и является всего лишь некомпетентным переводом с голландского донесения. Анонимный переводчик даже не разобрался в голландских местоимениях и в результате местами создал большую путаницу. В результате получилась бессмыслица именно в месте донесения, где описывались отношения между царём Михаилом Фёдоровичем и его отцом-патриархом Филаретом, а также царской матерью. Есть другие неточности, перестановки и пропуски в немецком тексте. Информация о Ф. Шереметьеве, князе Ю. Сулешеве, князьях Голицыных и структуре Казанского приказа оказалась перепутанной. Совсем исчез, значительный по тем временам, дьяк Томило Луговской, не упомянуты имевшие влияние: князь Д. М. Черкасский, С. В. Головин и П. П. Головин. Некоторые имена бояр перепутаны, двое упомянутых (Вельяминов и Сабуров) боярами в действительности не были, князь Андрей Голицын к этому времени умер. Должности известных лиц довольно часто приводятся по аналогии с европейскими и упомянуты не в порядке старшинства, как в официальных списках и церемониях, а отражает предполагаемый политический вес разных бояр и боярских родов.

## Донесение
В Москве никакое важное дело не обсуждается без представления патриарху, отцу великого князя, не потому, что сие допускает религия, но потому, говорят, что отец заранее выговаривает это у сына. Его духовное имя Филарет, мирское имя — Фёдор Никитович Романов.
Его бывшая супруга Марта или Марфа, тоже духовное лицо, или инокиня, но должна заботиться о домашних делах великого князя, своего сына, естественная любовь которого обращена более к матери, нежели к отцу, настолько, что отец и сын долгое время в Москве не встречались и виной тому настоятельный совет отца, чтобы сын вступил в брак, но не со здешней девицей, а из Бранденбургского княжеского дома. Мать воспротивилась этому и поклялась не давать никакого благословления сыну и всё время хлопотала, чтобы поспеть первой, что и случилось. Из сотен девиц во всей стране не нашла более подходящей к этому званию, чем дочь князя Владимира Долгорукова и с ней наскоро отпраздновали (19 сентября 1624) свадьбу. Свадьба праздновалась при запертых воротах города. Первые два дня прошли в обрядах, на 3-й день слышны были барабаны и сотни труб, на 4-й день были в печали все, кто находился в Москве: в тот день терем, где он как раз находился, весь обрушился на задний двор и сгорел дотла.
Провозгласили имя новобрачной: царица и великая княгиня Мария Владимировна всея Руси, но на 4-й день после свадьбы она смертельно заболела и оставалась в таком состоянии до моего отъезда из Москвы (конец 1624).

### Наиболее знатные бояре, которые правят в Москве
| Фамилия, Имя, Отчество | Должность / Чин / Примечания |
| --- | --- |
| Романов Иван Никитич | Конюший |
| Черкасский Иван Борисович | Князь, дворецкий и глава всего военного совета, управляющий аптекой великого князя, казначей и поговаривают, что он получит всё управление государством и первое имя вместо Мстиславского, который умер в моё пребывание и тоже был назначен маршалом всего Московского государства. |
| Морозов Василий Петрович | С двумя сыновьями и двумя дочерьми, из которых одна замужем за князем Черкасским. |
| Воротынский Иван Михайлович | Первый по старшинству. |
| Шуйский Иван Иванович | Брат великого князя Василия Шуйского |
| Голицын Иван Васильевич | Князь |
| Голицын Андрей | Женат на другой дочери Морозова. |
| Шереметьев Фёдор Иванович | Весьма тираничный человек. |
| Долгорукий Владимир Тимофеевич | Князь |
| Трубецкой Дмитрий Тимофеевич | Князь |
| Хованский Иван Фёдорович | Князь, со своим родом |
| Одоевский Василий | Князь, со своим родом. |
| Пожарский Дмитрий Михайлович | Князь, ему предан весь народ. |
| Сицкий Андрей | Председатель и начальник Казанского приказа, управляет Казанским царством, страной черемисов и всей Сибирью. При нём состоит канцлер Исай Болотников, верховный советник. |
| Сицкий Василий | |
| Вельяминов Никита Дмитриевич | Этот род весьма большой. |
| Куракин Иван Семёнович | Бывший наместник в Сибири. |
| Сулешев Юрий Яншеевич | Князь, женат на сестре Бориса Салтыкова. |
| Лыков Борис Михайлович | Князь, строгий человек, начальник в Судебной избе, там судят дворян и тех, кто чинит насилие. |
| Шеин Борис Михайлович | Последний воевода в Смоленске, женат на сестре Матвея Годунова |
| Мезецкой Даниил Иванович | Князь, начальник артиллерии. |
| Хилков Андрей Васильевич | Князь, прежде воевода в Пскове, теперь боярин. |
| Сабуров Иван Никифорович | Князь (прим.?), большой род. |
| Ромодановский Григорий Петрович | Князь, воевода во всей Новгородской земле. |
| Вот знатнейшие бояре в нынешнее время на Москве. Там есть много других, но они мало известны, потому держатся тихо и не имеют дела с управлением. Это князья Прозоровские, Шерефединские, Алексинские и многие другие. Есть там ещё молодые князья Ростовские, о которых думают, что они достигнут высокого положения. | |
| Приказы | |
| Новгородский приказ | Новгородская канцелярия, ему подчинены Псков, Новгород, Югория и близлежащие места. |
| Посольский приказ | Председатель или великий канцлер Иван Тарасович Грамотин, мудрый, благочестивый и справедливый муж, друг немецких народов. В приказе расспрашивают всех послов и судят всех иноземцев. |
| Разрядный приказ | Разряд, самая большая канцелярия, где председательствует князь Иван Борисович Черкасский и есть великий канцлер Фёдор Лихачёв, а прежде был некий Томило Луговской, но за своё изрядное высокомерие впал в немилость, а теперь опять призван ради большого ума и проницательности. Местные жители дивились ему за его отменную память и скорый совет, который обыкновенно бывал удачен. |
| Разбойный приказ | Там производят жёсткую расправу над разбойниками и душегубами. |
| Кроме того есть много канцелярий, где со своими канцеляриями, секретарями и писцами сидят простые председатели из стольников и дворян, ведающих: Двинской, Пермской, Вятской, Устюжской, Нижегородской землями и многими другими местами: Владимиром, Муромом, Алатырём, Касимовым и прочая. | |
| Дьяки и канцлеры, в которых нуждаются и которые имеют наибольшую власть | |
| Болотников Исай | |
| Грамотин Иван | |
| Луговской Томило | У него в помощниках Михаил Смывалов и Ждан Шипов, золотое снадобье может делать всё, что он пожелает, или получить всё, что он попросит, за исключением государственных дел или того, что пахнет изменой, тут ничья просьба не поможет, как бы кто велик не был, уйдёт восвояси. |
| Пребывающие в опале, однако живущие в своих имениях | |
| Салтыков Борис Михайлович | Они всем заправляли вместе с матерью великого князя, но с прибытием патриарха их власть прекратилась и они были сосланы в свои имения. Также сослана и их мать, которая в родстве с матерью великого князя, полагают, что мать царя опять поможет им вернуться в Москву, если удержит свою власть. Но они никогда не достигнут прежнего положения от великой к ним ненависти дворян и простого народа.                                                                                       |
| Салтыков Михаил Михайлович | Они всем заправляли вместе с матерью великого князя, но с прибытием патриарха их власть прекратилась и они были сосланы в свои имения. Также сослана и их мать, которая в родстве с матерью великого князя, полагают, что мать царя опять поможет им вернуться в Москву, если удержит свою власть. Но они никогда не достигнут прежнего положения от великой к ним ненависти дворян и простого народа.                                                                                       |
| Куракин Иван Семёнович | Находится в опале потому, что его предал один француз, бывший в Сибири и ежедневно посещавший его стол. |
| Годунов Матвей Михайлович | Последний из рода Годуновых, в опале потому, что был оболган архиепископом Сибирским, который сказал, что будучи в Сибири, когда пили за здоровье царя, тот выпустил из рук заздравный кубок, но нем дал ему упасть. Таким образом архиепископ получил в награду главную митрополию в Крутице, после того, как старый крутицкий митрополит был брошен в тюрьму за то, что он более 27 лет назад, когда Борис Годунов добывал венец на царство, оболгал Фёдора Никитича (патриарха Филарета). |
| Лобанов Дмитрий | Князь, маршал и происходит из Ростовского рода, однако находится в опале. |
| Голицын Василий | Об опале поведал на словах. |
| Несколько человек низших чинов, которые были привержены к знатным родам, тоже в опале. | |
| Приверженцы царя и матери-инокини Марфы | |
| Если хотят чего получить от матери великого князя, должны действовать через Сицкого, Черкасского, Лыкова и Пожарского, а также через канцлеров: Болотникова, Ждана Шипова и отца великой княгини — Долгорукова. | |
| При Его царском Величестве находятся несколько молодых людей, дружбу которых обыкновенно стараются приобрести. Из них знатнейший — Василий Стрешнев, главный комнатный. | |
| Приверженцы патриарха Филарета | |
| Если желают чего просить у патриарха, должны идти к Шереметьевым, Ивану Никитичу Романову, а также к Лыкову, Шеину, Ивану Борисовичу Черкасскому, а прежде всего к некому Михаилу Смывалому, продувной бестии, из купцов сделавшемуся канцлеров в Устюжском приказе. Всё что он скажет и прикажет, то слушает и делает патриарх, поэтому его очень ненавидит мать великого князя и в Москве его называют временщиком, так называют почти всех, кто достиг высокого положения. | |